# 2018年意大利大奖赛
2018年義大利大獎賽（英語：2018 Italian Grand Prix），官方名稱為2018年一級方程式賽車海尼根義大利大獎賽（義大利語：Formula 1 Gran Premio Heineken d'Italia 2018），是2018年9月2日舉辦於義大利的一場一級方程式賽車賽事。比賽在蒙札賽道進行，總計53圈。這是2018年世界一級方程式錦標賽的第14場分站賽事，以及第88屆義大利大獎賽，也是自1950年併入世界錦標賽後的第68度在蒙札賽道舉行。
賽前，車手積分領先者路易斯·漢米爾頓領先第二名的賽巴斯蒂安·維特爾17分，前者同時是分站的衛冕冠軍；車隊積分方面，梅賽德斯車隊領先地主車隊法拉利15分。
法拉利車手奇米·雷克南以1分19.119秒的成績拿下桿位，平均時速為263.587公里/小時（163.785英里/小時），成為一級方程式賽車歷史上最快單圈均速的新紀錄。
本場賽事由路易斯·漢米爾頓拿下分站冠軍，兩位芬蘭車手奇米·雷克南和維爾特利·鮑達斯為二、三名。漢米爾頓與主要競爭者賽巴斯蒂安·維特爾的積分差距拉開到30分。

## 賽事簡報

### 輪胎
| 乾地用胎 | 乾地用胎 | 乾地用胎 | 濕地用胎 | 濕地用胎 |
| -------- | -------- | -------- | -------- | -------- |
| 超軟胎   | 軟胎     | 中性胎   | 半雨胎   | 全雨胎   |

### 練習賽
第一段自由練習，義大利當地天候不佳，在雨天中進行。印度威力的墨西哥車手塞吉歐·培瑞茲做出1分34.000秒的最速成績，第二名為法拉利車手奇米·雷克南，第三則是培瑞茲的隊友埃斯特班·奧康。麥拉倫在本階段再次讓蘭多·諾里斯出場，這次代替的是斯托弗·范多恩。
第二段自由練習，在初期就出現了令人怵目驚心的一幕，薩伯車手马库斯·埃里克松在準備進入一號彎時，他的DRS並沒有正常關閉，導致賽車在高速狀態下失控，撞上左側的的護欄並翻滾，賽道上也亮出紅旗，所幸埃里克森並沒有大礙。狀況排除後，第二段練習繼續正常進行，法拉利車手賽巴斯蒂安·維特爾成績最佳，時間為1分21.105秒，維特爾在本階段也有衝到賽道外的礫石區，車尾有碰到護牆，不過賽車沒有太大的受損。第二名是他的隊友奇米·雷克南，落後0.270秒，兩輛梅賽德斯位居其後，排在第三及第四位。
第三段自由練習，賽巴斯蒂安·維特爾仍是最速，成績為1分20.509秒，第二名為路易斯·漢米爾頓，並將差距拉近到只有0.081秒。

### 排位賽
第一階段，羅曼·格羅斯讓、塞吉歐·培瑞茲以及夏爾·勒克萊爾三者分別只有0.001秒的差距，可是後兩者遺憾出局，另外被淘汰的還有布蘭登·哈特利、马库斯·埃里克松跟斯托弗·范多恩。威廉斯兩輛賽車皆晉級第二階段，本階段最快為賽巴斯蒂安·維特爾，成績是1分20.542秒。
第二階段，丹尼爾·里卡多跟尼可·賀根堡皆遭罰退，將從最後一排起跑，因此並沒有做出成績。威廉斯車手蘭斯·斯托爾晉級第三階段，這也是該隊本賽季首度有賽車進到最後階段的排位。凱文·馬格努森與費爾南多·阿隆索兩人要做最後一次衝刺的計時圈，卻在一號彎有近距離的糾纏，最終兩者都受到影響，在本階段淘汰，馬格努森對此相當不滿。還有一位無法晉級第三階段的車手為謝爾蓋·希洛金。
第三階段，法拉利兩位車手與梅賽德斯車手路易斯·漢米爾頓進行激烈的對決，最終由奇米·雷克南以1分19.119秒的成績拿下本賽季個人第一次桿位，此時間不但刷新賽道紀錄，同時也是一級方程式賽車歷史上速度最快的單圈紀錄。第二名為維特爾、第三名是漢米爾頓，兩輛紅色躍馬將在主場於頭排起跑。

### 正賽
53圈的義大利大獎賽在主場車隊法拉利的帶領下起跑，奇米·雷克南守住第一，後方的賽巴斯蒂安·維特爾與路易斯·漢米爾頓積極的想要進攻，兩者在第四彎有所碰撞，維特爾前翼受損並落後到隊伍尾端，吃虧的積分競爭者在賽後表示漢米爾頓沒有留足夠的空間給他。後方車陣也有狀況，布蘭登·哈特利與马库斯·埃里克松在起跑沒多久就有碰撞，前者的右前方懸吊因撞擊毀損而退賽，也使安全車出場來排除意外。第4圈比賽重新開始，紅馬與銀箭賽車展現精彩的攻防站，漢米爾頓在第一彎就超越雷克南，不過後者也在沒多久後要回他的領先位置。
第10圈，費爾南多·阿隆索因賽車故障，進維修區後退賽。第21圈，雷克南率先進站換胎，漢米爾頓則仍在場上。第24圈，丹尼爾·里卡多因為離合器問題退賽。第28圈，漢米爾頓進站，出來依然在雷克南後方，不過芬蘭車手遭遇同胞的阻擋：尚未換胎的維爾特利·鮑達斯在第一位，並阻擋著雷克南，使隊友漢米爾頓得以將差距縮小至一秒左右，成功執行戰術的賓士車手直到第37圈才進站換胎，出站後排在第四位。
第43圈，鮑達斯挑戰第三位的馬克斯·維斯塔潘，兩人有所碰撞，前者跑到賽道外，需要繞障礙物才回到正軌，紅牛車手遭罰加時五秒，他認為這判決相當的不公平。第45圈，漢米爾頓超越輪胎耗損嚴重的雷克南，上到第一位，最終拿下分站冠軍，地主車隊成員雷克南無法守住頭位，拿下第二。維斯塔潘第三個衝線，可是因為五秒的判罰，掉到第五位，在他後方的兩位車手鮑達斯跟維特爾分別為第三及第四位。哈斯車手羅曼·格羅斯讓第六個過終點線，再來是兩輛印度威力、小卡洛斯·塞恩斯及蘭斯·斯托爾。

### 賽後
賽後，雷諾車隊對第六名完賽的哈斯賽車提出抗議，經調查後，FIA認定羅曼·格羅斯讓的賽車底板違反技術規則，取消他在義大利大獎賽的資格。雷諾因此守住車隊排名第四的位子。而第十一位完賽的威廉斯車手謝爾蓋·希洛金也因為如此得到他在一級方程式賽車的第一次積分。

### 賽後紀錄
- 路易斯·漢米爾頓第五度在蒙札賽道獲勝，與麥可·舒馬克並列為義大利大獎賽最多勝的選手。
- 梅賽德斯車隊自2013年以來，連續五年在義大利大獎賽拿下冠軍。
- 奇米·雷克南生涯第100次站上頒獎台，成為一級方程式賽車歷史上第五位上頒獎台次數破百的選手。
- 馬克斯·維斯塔潘生涯第50次獲得積分完賽。
- 謝爾蓋·希洛金第十名的成績，為個人在一級方程式賽車生涯的最佳成績，同時也是首度獲得積分。
- 威廉斯車隊本季第一次兩輛賽車皆獲得積分完賽。

## 賽事結果

### 排位賽成績
| 名次               | 車號 | 車手              | 車隊              | 排位賽時間 | 排位賽時間 | 排位賽時間 | 發車位 |
| 名次               | 車號 | 車手              | 車隊              | 第一階段   | 第二階段   | 第三階段   | 發車位 |
| ------------------ | ---- | ----------------- | ----------------- | ---------- | ---------- | ---------- | ------ |
| 1                  | 7    | 奇米·雷克南       | 法拉利            | 1:20.722   | 1:19.846   | 1:19.119   | 1      |
| 2                  | 5    | 賽巴斯蒂安·維特爾 | 法拉利            | 1:20.542   | 1:19.629   | 1:19.280   | 2      |
| 3                  | 44   | 路易斯·漢米爾頓   | 梅賽德斯          | 1:20.810   | 1:19.798   | 1:19.294   | 3      |
| 4                  | 77   | 維爾特利·鮑達斯   | 梅賽德斯          | 1:21.381   | 1:20.427   | 1:19.656   | 4      |
| 5                  | 33   | 馬克斯·維斯塔潘   | 紅牛-豪雅         | 1:21.381   | 1:20.333   | 1:20.615   | 5      |
| 6                  | 8    | 羅曼·格羅斯讓     | 哈斯-法拉利       | 1:21.887   | 1:21.239   | 1:20.936   | 6      |
| 7                  | 55   | 小卡洛斯·塞恩斯   | 雷諾              | 1:21.732   | 1:21.552   | 1:21.041   | 7      |
| 8                  | 31   | 埃斯特班·奧康     | 印度威力-梅賽德斯 | 1:21.570   | 1:21.315   | 1:21.099   | 8      |
| 9                  | 10   | 皮埃爾·蓋斯利     | 紅牛二隊-本田     | 1:21.834   | 1:21.667   | 1:21.350   | 9      |
| 10                 | 18   | 蘭斯·斯托爾       | 威廉斯-梅賽德斯   | 1:21.838   | 1:21.494   | 1:21.627   | 10     |
| 11                 | 20   | 凱文·馬格努森     | 哈斯-法拉利       | 1:21.783   | 1:21.669   |            | 11     |
| 12                 | 35   | 謝爾蓋·希洛金     | 威廉斯-梅賽德斯   | 1:21.813   | 1:21.732   |            | 12     |
| 13                 | 14   | 費爾南多·阿隆索   | 麥拉倫-雷諾       | 1:21.850   | 1:22.568   |            | 13     |
| 14                 | 27   | 尼可·賀根堡       | 雷諾              | 1:21.801   | 未做時間   |            | 201    |
| 15                 | 3    | 丹尼爾·里卡多     | 紅牛-豪雅         | 1:21.280   | 未做時間   |            | 192    |
| 16                 | 11   | 塞吉歐·培瑞茲     | 印度威力-梅賽德斯 | 1:21.888   |            |            | 14     |
| 17                 | 16   | 夏爾·勒克萊爾     | 薩伯-法拉利       | 1:21.889   |            |            | 15     |
| 18                 | 28   | 布蘭登·哈特利     | 紅牛二隊-本田     | 1:21.934   |            |            | 16     |
| 19                 | 9    | 马库斯·埃里克松   | 薩伯-法拉利       | 1:22.048   |            |            | 183    |
| 20                 | 2    | 斯托弗·范多恩     | 麥拉倫-雷諾       | 1:22.085   |            |            | 17     |
| 107%時間：1:26.179 |      |                   |                   |            |            |            |        |
| 來源：             |      |                   |                   |            |            |            |        |

註記：
- ^1  – 尼可·賀根堡因為在上星期的比利時大獎賽引發事故，被罰退十位[16]，並更換多個動力單元元件，將從最後一位起跑。[17]
- ^2  – 丹尼爾·里卡多因為更換多個動力單元元件，將從最後一排起跑。[18]
- ^3  – 马库斯·埃里克松使用額外的動力單元元件，遭罰退十位，將從第十八位起跑。[19]

### 正賽成績
| 名次   | 車號 | 車手              | 車隊              | 圈數 | 時間/退賽   | 發車位 | 積分 |
| ------ | ---- | ----------------- | ----------------- | ---- | ----------- | ------ | ---- |
| 1      | 44   | 路易斯·漢米爾頓   | 梅賽德斯          | 53   | 1:16:54.484 | 3      | 25   |
| 2      | 7    | 奇米·雷克南       | 法拉利            | 53   | +8.705      | 1      | 18   |
| 3      | 77   | 維爾特利·鮑達斯   | 梅賽德斯          | 53   | +14.066     | 4      | 15   |
| 4      | 5    | 賽巴斯蒂安·維特爾 | 法拉利            | 53   | +16.151     | 2      | 12   |
| 5      | 33   | 馬克斯·維斯塔潘   | 紅牛-豪雅         | 53   | +18.2081    | 5      | 10   |
| 6      | 31   | 埃斯特班·奧康     | 印度威力-梅賽德斯 | 53   | +57.761     | 8      | 8    |
| 7      | 11   | 塞吉歐·培瑞茲     | 印度威力-梅賽德斯 | 53   | +58.678     | 14     | 6    |
| 8      | 55   | 小卡洛斯·塞恩斯   | 雷諾              | 53   | +1:18.140   | 7      | 4    |
| 9      | 18   | 蘭斯·斯托爾       | 威廉斯-梅賽德斯   | 52   | +1圈        | 10     | 2    |
| 10     | 35   | 謝爾蓋·希洛金     | 威廉斯-梅賽德斯   | 52   | +1圈        | 12     | 1    |
| 11     | 16   | 夏爾·勒克萊爾     | 薩伯-法拉利       | 52   | +1圈        | 15     |      |
| 12     | 2    | 斯托弗·范多恩     | 麥拉倫-雷諾       | 52   | +1圈        | 17     |      |
| 13     | 27   | 尼可·賀根堡       | 雷諾              | 52   | +1圈        | 20     |      |
| 14     | 10   | 皮埃爾·蓋斯利     | 紅牛二隊-本田     | 52   | +1圈        | 9      |      |
| 15     | 9    | 马库斯·埃里克松   | 薩伯-法拉利       | 52   | +1圈        | 18     |      |
| 16     | 20   | 凱文·馬格努森     | 哈斯-法拉利       | 52   | +1圈        | 11     |      |
| Ret    | 3    | 丹尼爾·里卡多     | 紅牛-豪雅         | 23   | 離合器      | 19     |      |
| Ret    | 14   | 費爾南多·阿隆索   | 麥拉倫-雷諾       | 9    | 電子設備    | 13     |      |
| Ret    | 28   | 布蘭登·哈特利     | 紅牛二隊-本田     | 0    | 碰撞        | 16     |      |
| DSQ    | 8    | 羅曼·格羅斯讓     | 哈斯-法拉利       | 53   | 底板違規2   | 6      |      |
| 來源： |      |                   |                   |      |             |        |      |

註記：
- ^1  – 馬克斯·維斯塔潘原本以第三名完賽，但是因為與維爾特利·鮑達斯碰撞，遭加罰五秒，最終成績為第五名。
- ^2  – 羅曼·格羅斯讓原本以第六名完賽，但是底板違反技術規則，被取消本站資格。

### 賽後排名
|  | 名次 | 車手              | 積分 |
|  | ---- | ----------------- | ---- |
|  | 1    | 路易斯·漢米爾頓   | 256  |
|  | 2    | 賽巴斯蒂安·維特爾 | 226  |
|  | 3    | 奇米·雷克南       | 164  |
|  | 4    | 維爾特利·鮑達斯   | 159  |
|  | 5    | 馬克斯·維斯塔潘   | 130  |

|  | 名次 | 車隊        | 積分 |
|  | ---- | ----------- | ---- |
|  | 1    | 梅賽德斯    | 415  |
|  | 2    | 法拉利      | 390  |
|  | 3    | 紅牛-豪雅   | 248  |
|  | 4    | 雷諾        | 86   |
|  | 5    | 哈斯-法拉利 | 76   |

- 註記：僅列出前五名。

## 外部連結
| 上一場： 2018年比利時大獎賽 | 2018年世界一级方程式锦标赛 | 下一場： 2018年新加坡大獎賽 |
| 上一屆： 2017年義大利大獎賽 | 義大利大獎賽               | 下一屆： 2019年義大利大獎賽 |